# Iglesia del Sagrario (Sevilla)
El sagrario de la Catedral de Sevilla es un templo religioso de estilo barroco y culto católico que se encuentra ubicado en la Avenida de la Constitución de dicha ciudad. Está integrado en la gran manzana formada por la Catedral, cuyos servicios parroquiales administra, el Patio de los Naranjos y otras edificaciones anexas.

## Historia
La construcción se inició en 1618, según trazas del entonces Maestro Mayor de la Catedral de Sevilla, Miguel de Zumárraga, quien dirigió las obras hasta su muerte en 1630. También participaron en el diseño los arquitectos Alonso de Vandelvira y Cristóbal de Rojas. Los trabajos continuaron bajo la dirección de Fernando de Oviedo, para ser por fin finalizada por Lorenzo Fernández Iglesias en junio de 1662.
El lugar escogido fue la nave de Nuestra Señora de la Granada, en el ala oeste del Patio de los Naranjos, por lo que fue preciso derribar los restos que allí existían de la antigua Mezquita Mayor y diferentes capillas cristianas, así como la portada plateresca del Sagrario viejo, realizada en mármol blanco.
Al estar construida íntegramente en piedra, ha presentado problemas constructivos a lo largo de su historia, amenazando ruina y siendo restaurada en varias ocasiones, siendo las más recientes en los años 60 del siglo XX y en 2017.

## Descripción

### Exterior
El exterior del edificio es de gran sobriedad. La fachada se divide en tres cuerpos superpuestos con pilastras, presentando los dos inferiores ventanas simuladas. En la cabecera existe una galería porticada. El remate de los muros se realiza con antepechos calados y flameros.
Posee cuatro portadas: dos en el muro derecho, que se abren al Patio de los Naranjos, una a los pies por la que se accede a la Catedral y la cuarta, que sirve de entrada habitual a los fieles, y que comunica con la Avenida de la Constitución. Esta última presenta dos medias columnas pareadas y un doble frontón, sobre el que aparecen esculturas de virtudes y jarrones florales.

### Interior
La estructura de la iglesia parte de una planta de cruz latina, el crucero está cubierto por una cúpula con linterna. El interior en cambio tiene una rica decoración. Las bóvedas poseen una gran profusión de relieves, que fueron realizados por Pedro de Borja, en compañía de sus hermanos Pablo y Felipe.

#### Retablo Mayor

##### Historia
El primer retablo para esta iglesia fue terminado en 1712, por Jerónimo de Balbás como ensamblador y Pedro Duque Cornejo, como escultor. 
La obra tuvo gran aceptación, pero desde mediados del siglo XVIII la nueva estilística neoclásica, auspiciado por la dinastía borbónica llegada de Francia, sentenció este retablo ultrabarroco, que fue demolido en 1824. Algunas de sus figuras fueron arrumbadas en las dependencias del Sagrario. Solo se conserva en el actual retablo la escultura de San Clemente, obra de Duque Cornejo, que se ubica en el remate del conjunto. 
En 1840 el testero fue ocupado por el retablo del Descendimiento de Cristo, obra de Pedro Roldán, que había presidido la capilla de los Vizcaínos en el convento convento casa grande de San Francisco que había sido demolido ese año. Para su nueva ubicación, el retablo hubo de ser objeto de algunas modificaciones

##### Descripción
El actual retablo mayor (1665-1669) es obra de Francisco Dionisio de Ribas que realizó la estructura y Pedro Roldán autor de las tallas. Destaca la escena central de La Piedad, por la destacada composición del conjunto y que está considerada una de las obras cumbre de Pedro Roldán. La policromía fue realizado por Valdés Leal.
En 1860, se encargó a Vicente Hernández un panel con bustos de San Pedro y San Pablo para ser situado por debajo del friso que representa la entrada en Jerusalén.

#### Crucero
A los dos lados del crucero, se sitúan sendos retablos construidos en el siglo XVII con mármoles de diferentes colores, ambos poseen esculturas de Cayetano de Acosta.
El de la izquierda está presidido por un Cristo Crucificado de Manuel Pereira con una inmaculada a sus pies, esculturas de gran mérito, mientras que el de la derecha lo esta por La Virgen del Rosario también de Cayetano de Acosta.

#### Capillas del lado derecho

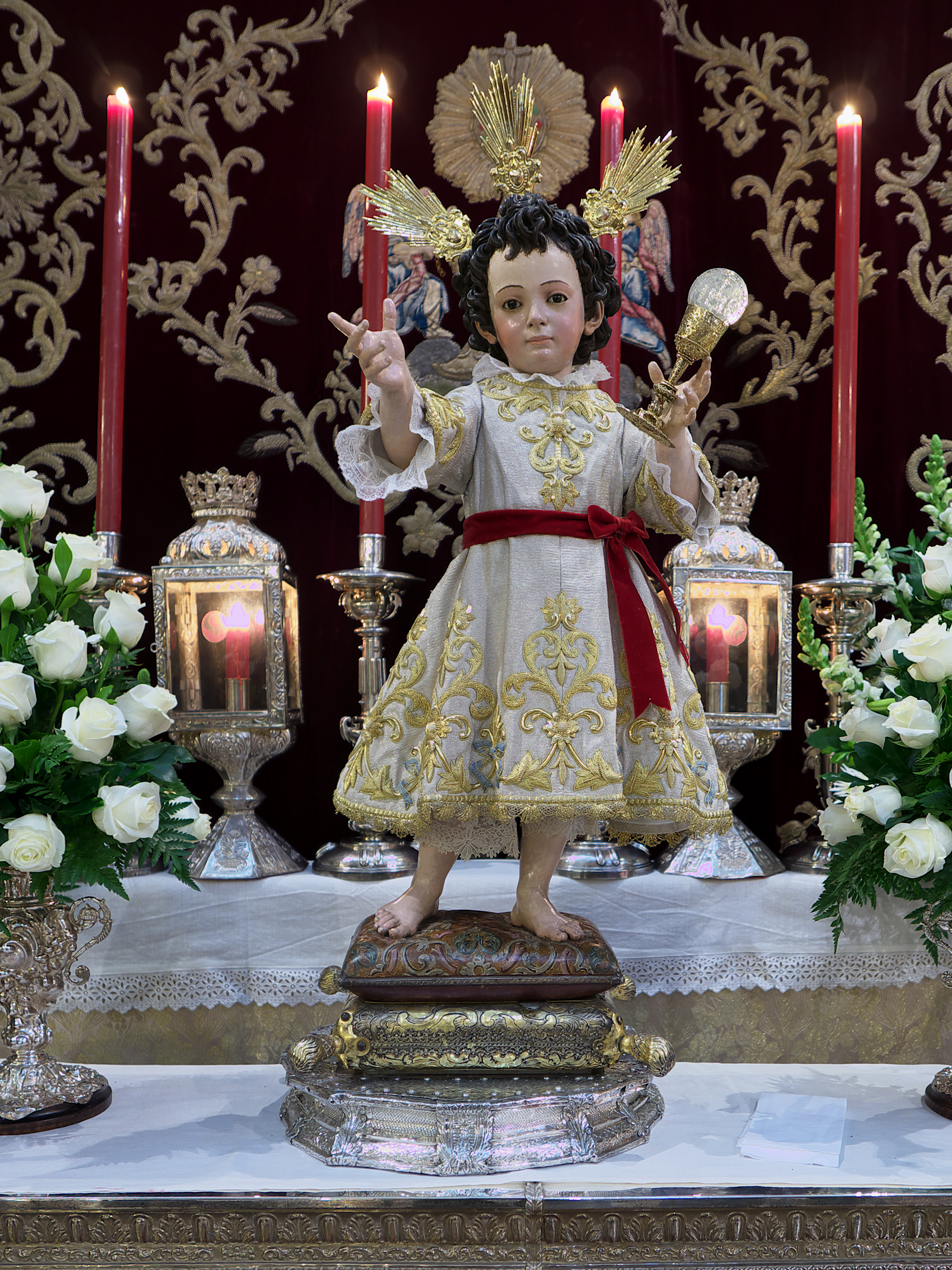
Niño Jesús, Juan Martínez Montañés

- Capilla de Santa Bárbara. Sobre retablo fechado alrededor de 1680, podemos contemplar la santa titular flanqueada por Santa Elena y Santa Teresa. En el ático un relieve de Santa Ana con la Virgen.
- Capilla de la Inmaculada. La imagen de la Inmaculada que preside esta capilla es de principios del siglo XVIII y se encuentra en un retablo atribuido a Juan de Valencia. Delante de ella se suele colocar también el bellísimo Niño Jesús esculpido por Martínez Montañés en 1606 que pertenece a la Hermandad Sacramental. El éxito de esta obra de Montañés en el ámbito religioso de su época, hizo que el modelo fuera replicado en multitud de ocasiones.[2]
- Capilla de San Antonio. El retablo fue realizado alrededor de 1680 por Bernardo Simón de Pineda, posee una escultura de San Antonio en el centro y otra de San Miguel Arcángel en el ático. Sobre el altar un crucificado de marfil del siglo XVIII.
- Capilla de la Virgen del Rosario.La imagen central que representa a la Virgen del Rosario, fue realizada por el escultor de origen portugués Manuel Pereira a finales del siglo XVII. Está flanqueada por San Juan Evangelista y Santo Domingo de Guzmán, mientras que en el ático se representa a este último santo en el momento de la aparición de la Virgen.

#### Capillas del lado izquierdo
- Capilla de las Santas Justa y Rufina. Está presidido por una imagen del Sagrado Corazón que procede de la catedral. Sobre un retablo de Luis de Vilches realizado en 1736 podemos ver además de las santas titulares, diversas tallas, como una Virgen con el Niño del siglo XVI, probable copia de la Virgen de la Antigua.
- Capilla de San José. Sobre un retablo barroco tallado entre 1694 y 1698, se encuentra la figura central de San José atribuida a Pedro Roldán.
- Capilla de San Millán. Este retablo del siglo XVIII, está presidido por San Millán, contiene otras imágenes, como Santa Catalina, San Roque, Santa Gertrudis y La Inmaculada.
- Capilla del Cristo de la Corona. El Cristo de la Corona y Cruz a Cuestas es una obra anónima de finales del siglo XVI titular de la hermandad del mismo nombre que tiene su sede en esta iglesia.

#### Escultura
Sobre las tribunas que existen en la parte alta de los muros laterales, pueden contemplarse ocho colosales estatuas, cuatro corresponden a Padres de la Iglesia y las demás a los evangelistas.
Fueron realizadas por el escultor de origen flamenco José de Arce a partir de 1657.

#### Pintura

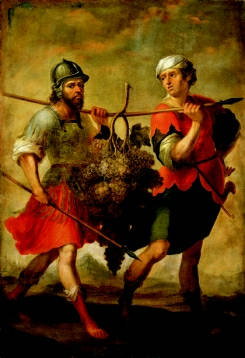
El racimo de la Tierra de Promisión de Matías de Arteaga y Alfaro.

Alrededor de 1690, el pintor Matías de Arteaga que era miembro de la Hermandad Sacramental de esta iglesia, pintó una serie de 9 obras sobre temas bíblicos relacionados con la eucaristía. La hermandad aún conserva estas pinturas que forman parte de su patrimonio.
- Abraham y Melchisedec. El sacerdote Melchisedec, presenta el sacrificio del pan y del vino a Abraham.
- El racimo de la Tierra de Promisión. Moisés envía a explorar la tierra de Canán. Los exploradores vuelven con racimos de uvas.
- El paso del Jordán. Los israelitas atraviesan el río Jordán camino de la tierra prometida.
- La ofrenda de Abigail a David. Abigail, esposa de Nabal, evita el enfrentamiento de éste con David, ofreciéndole el sacrificio del pan y del vino.
- El traslado del Arca de la Alianza a Jerusalén. El rey David, tañendo una lira, conduce el Arca de la Alianza acompañado de su pueblo.
- Elías y el Ángel. Elías es perseguido por Jezabel, desfallecido en el desierto, un ángel se le aparece y le da pan y agua.
- Esther ante Asuero. Esther intercede ante el rey persa para que revoque el edicto de exterminio de los judíos.
- La parábola de los invitados a la boda. El rey, que simboliza a Dios, quiere llenar su mesa de invitados. A todos llama, pero no todos acuden. Algunos no se presentan adecuadamente. En el centro de la escena se produce la expulsión del invitado indigno
- La adoración del Cordero Místico. Veinticuatro ancianos adoran el trono en el que el Cordero Místico se muestra esplendoroso rodeado de ángeles.

## Hermandades
Aunque en la jurisdicción parroquial tienen sede otras hermandades y asociaciones piadosas, son tres las que están establecidas en la propia iglesia parroquial:
- Archicofradía Sacramental. Su fundación se remonta al siglo XVI y continúa activa. En el domingo in albis realiza una procesión que tiene por objeto administrar la eucaristía a las personas impedidas que viven en la feligresía. La comitiva se inicia con un grupo de niños que son conocidos como niños carráncanos, los cuales portan cirios rojos y van vestidos con una indumentaria especial que data del siglo XVIII.[3]
- Hermandad de la Corona y Nuestra Señora del Rosario. Aunque de antiguo origen, ha sido recientemente reorganizada.
- Heraldos del Evangelio.